# Осечина (община)
Осечина (серб. Осечина) — община в Сербии, входит в Колубарский округ.
Население общины составляет 13 951 человек (2007 год), плотность населения составляет 44 чел./км². Занимаемая площадь — 319 км², из них 66,2 % используется в промышленных целях.
Административный центр общины — город Осечина. Община Осечина состоит из 20 населённых пунктов, средняя площадь населённого пункта — 16,0 км².

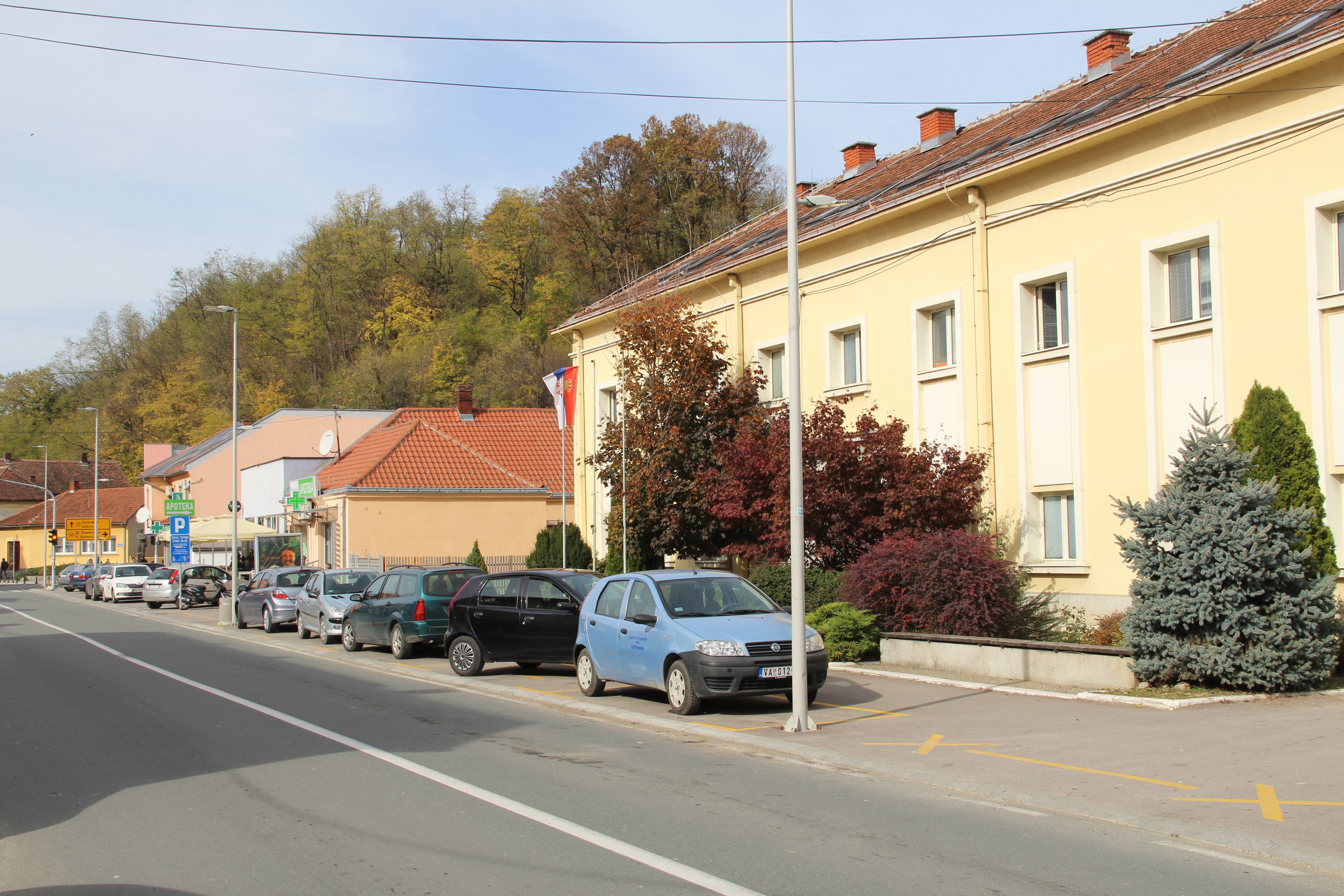
Осечина — центар
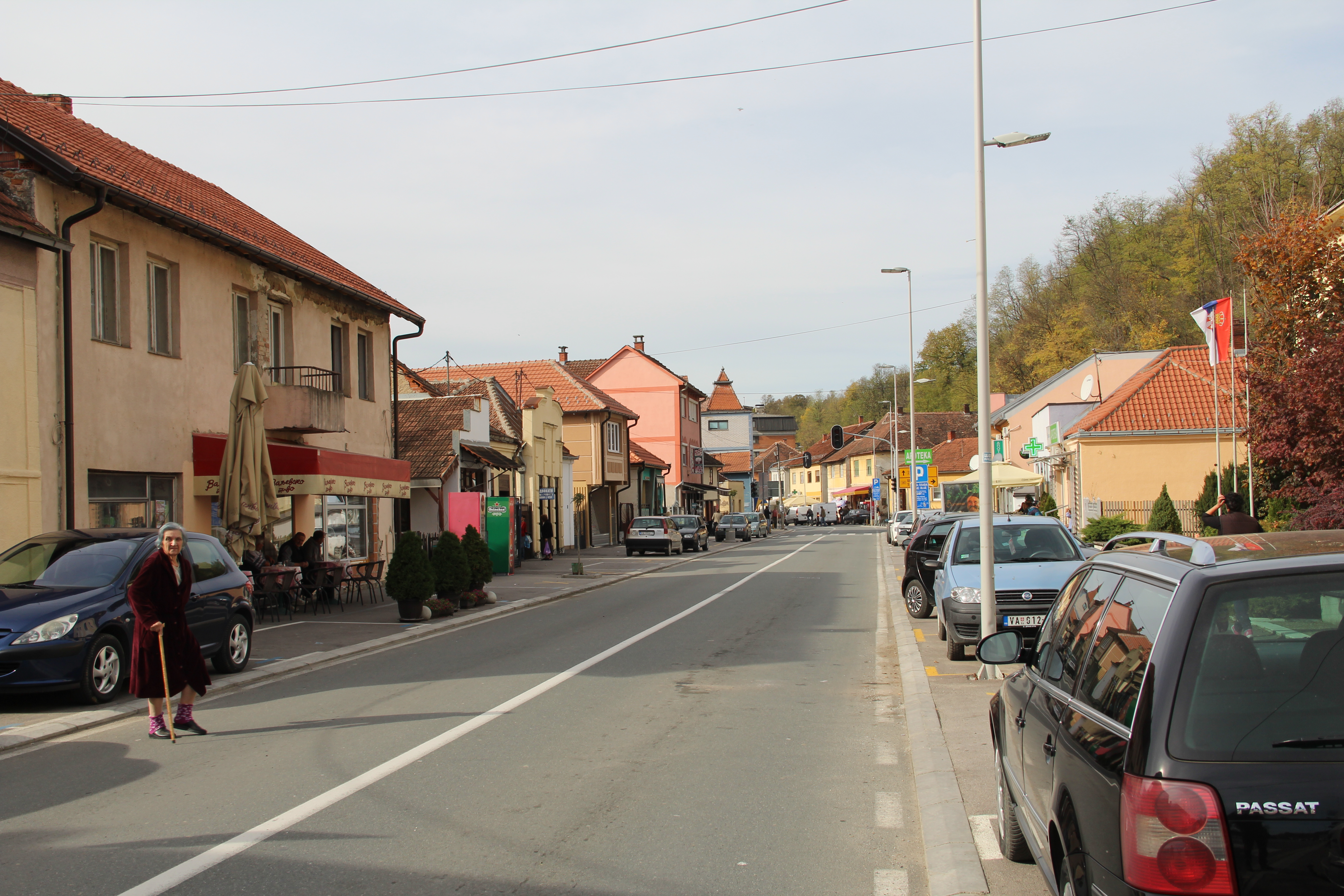
Осечина — центар
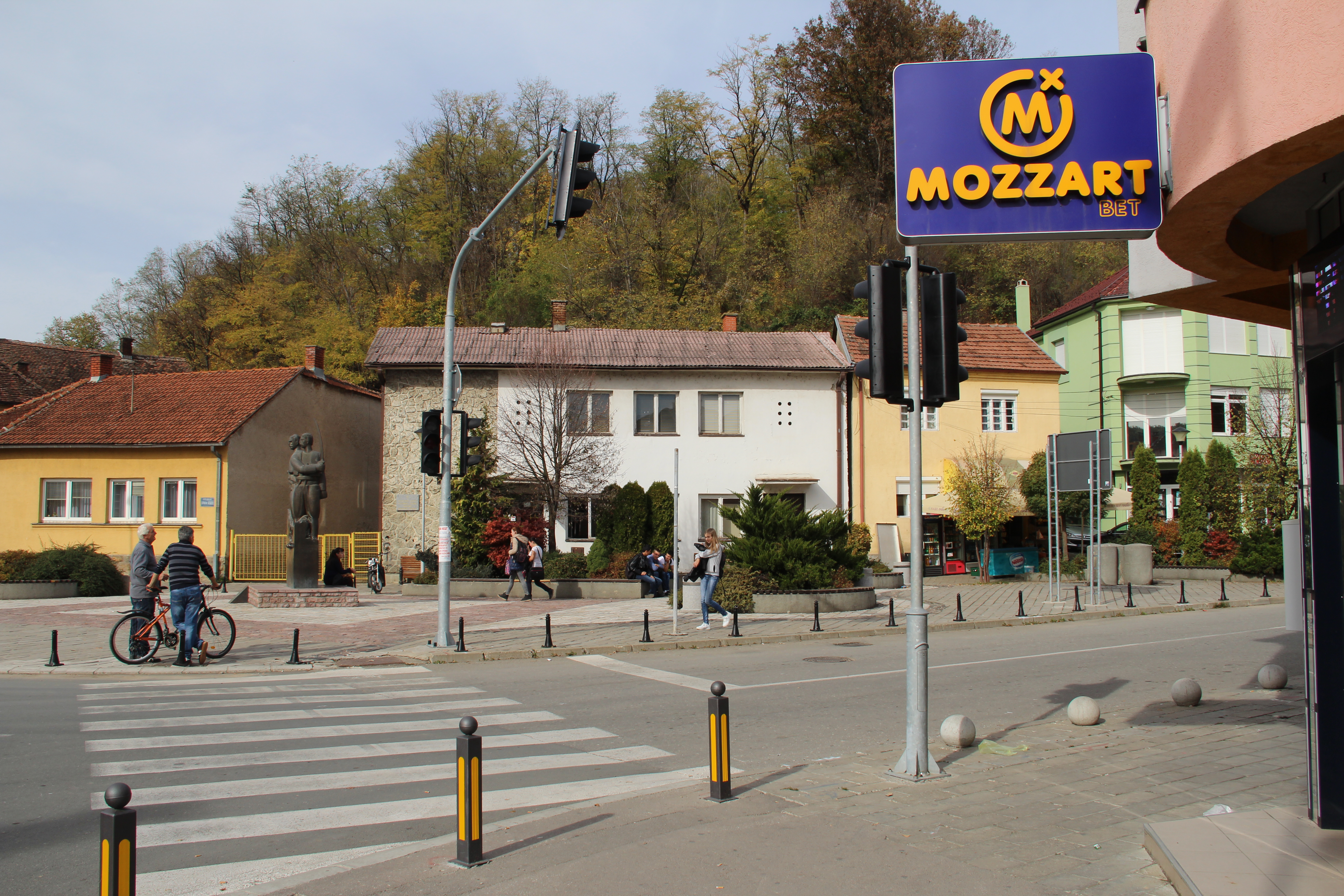
Осечина — центар
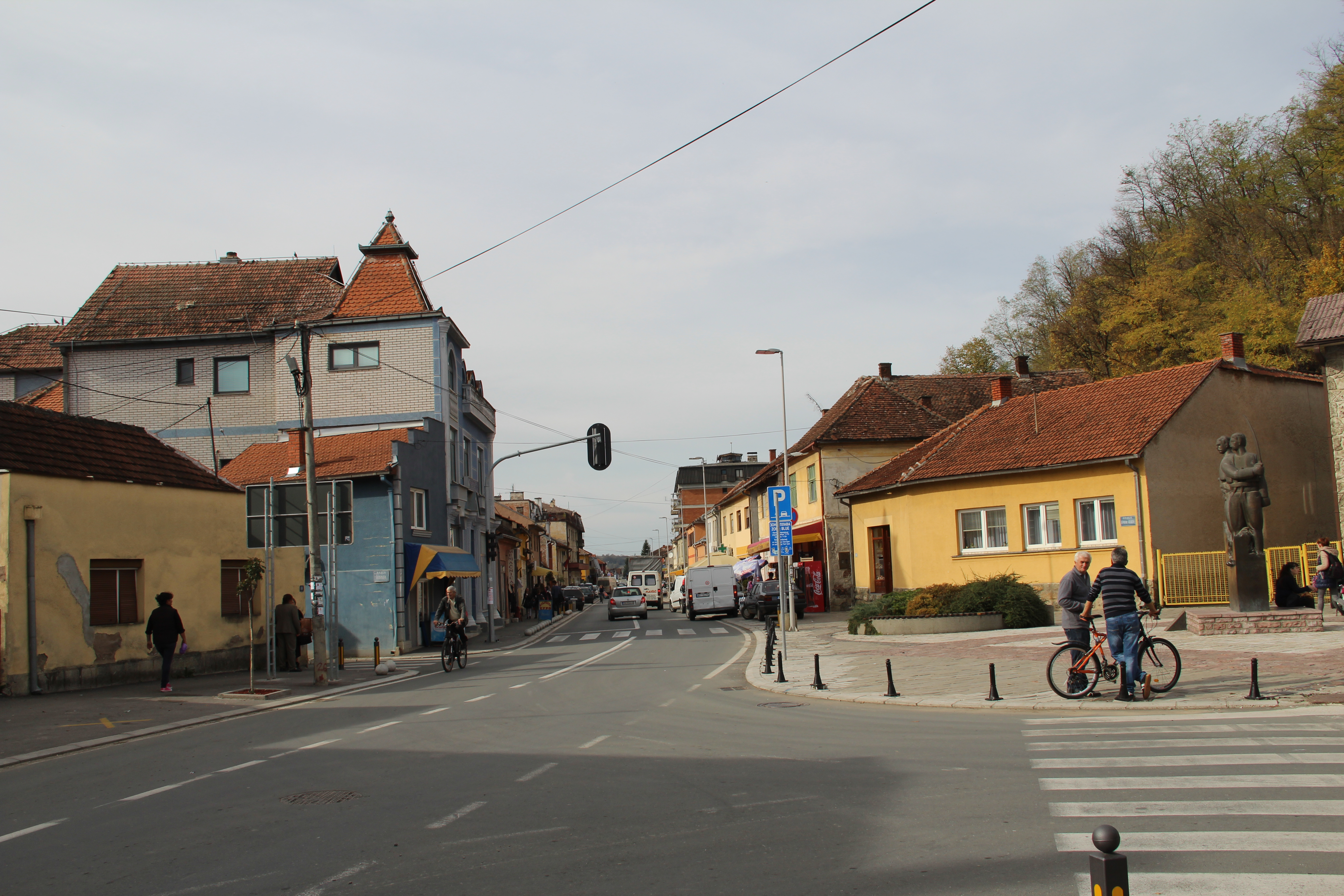
Осечина — центар
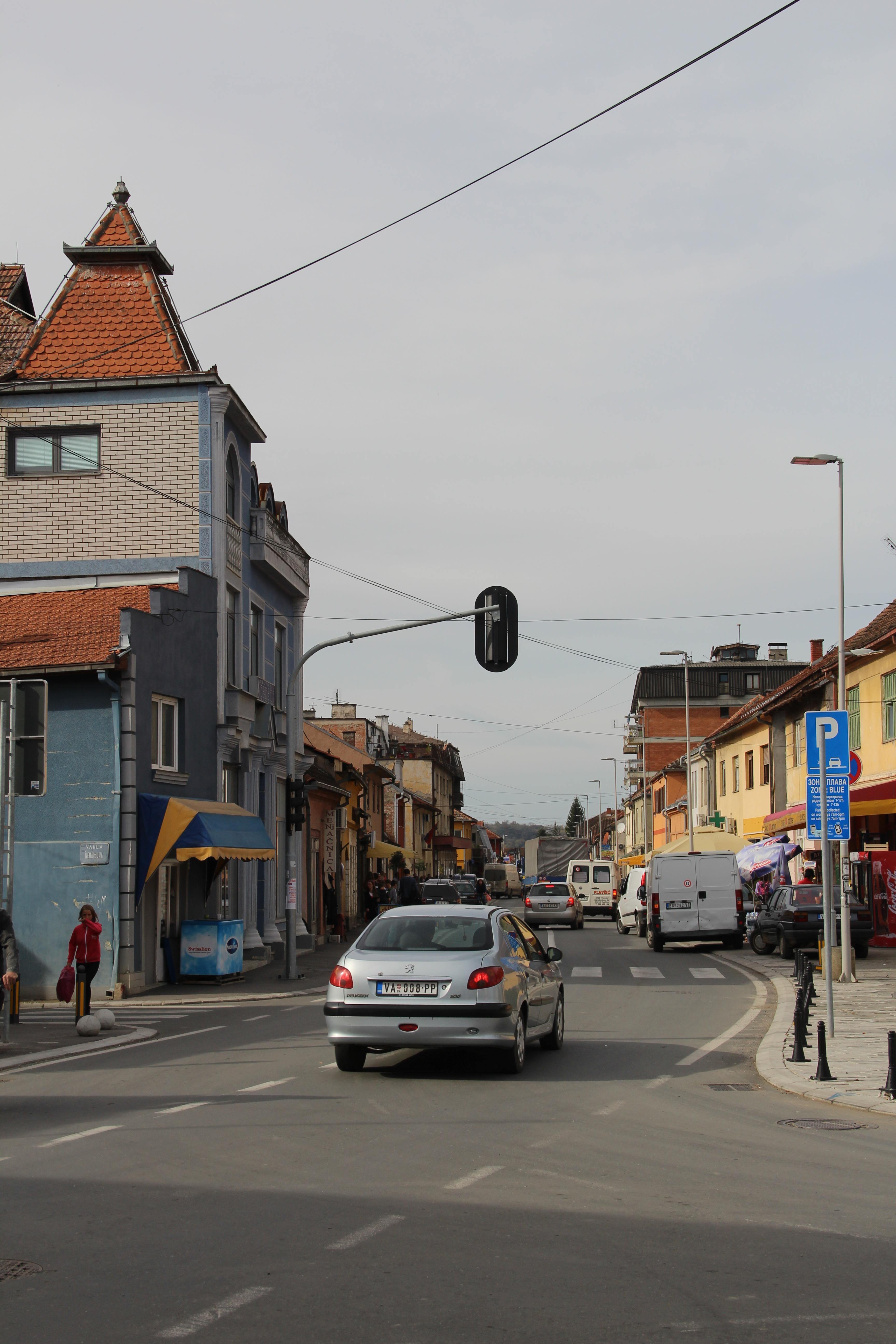
Осечина — центар
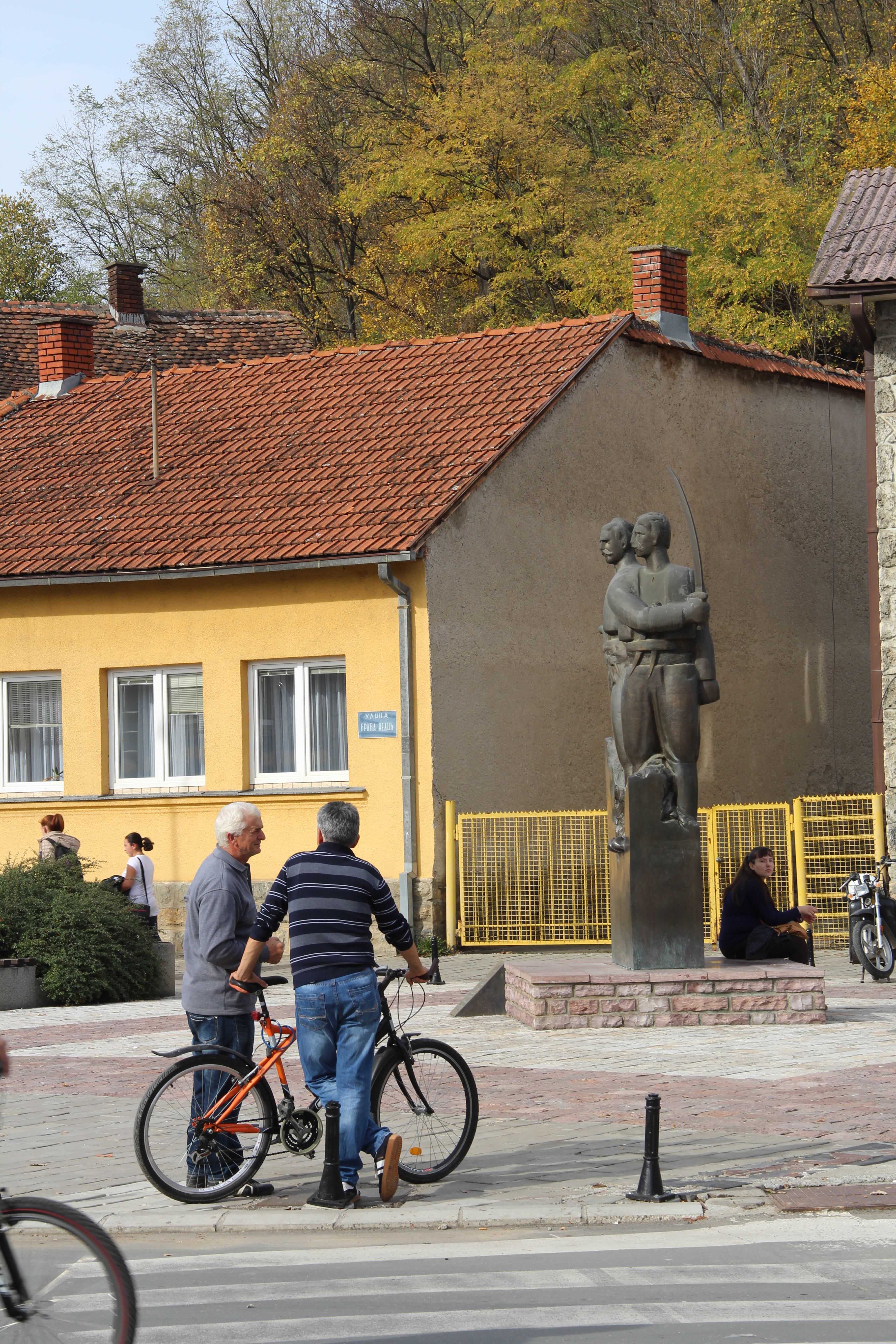
Осечина — центар
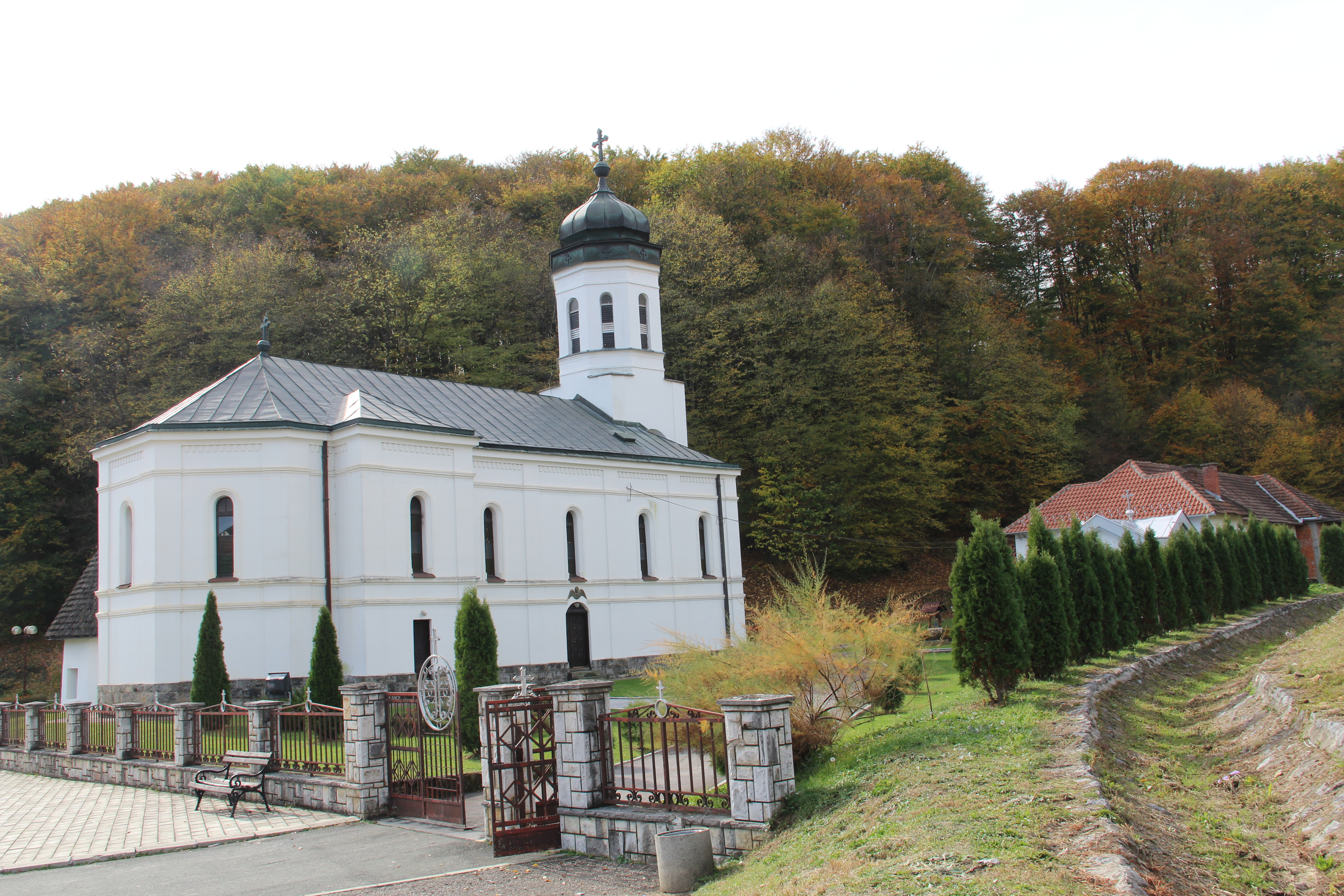
Осечина — церковь Вознесеньев день
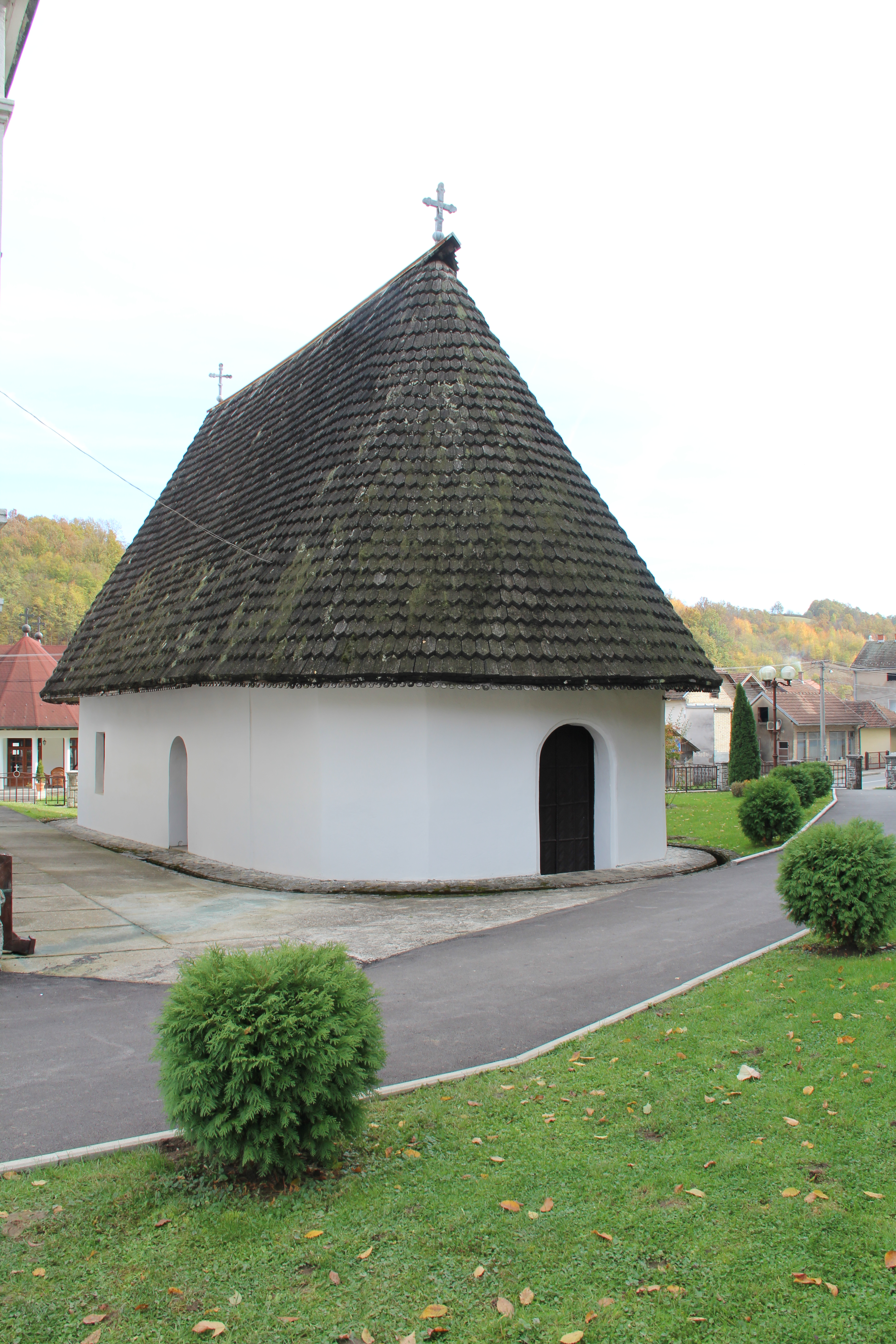
Осечина — церковь Вознесеньев день
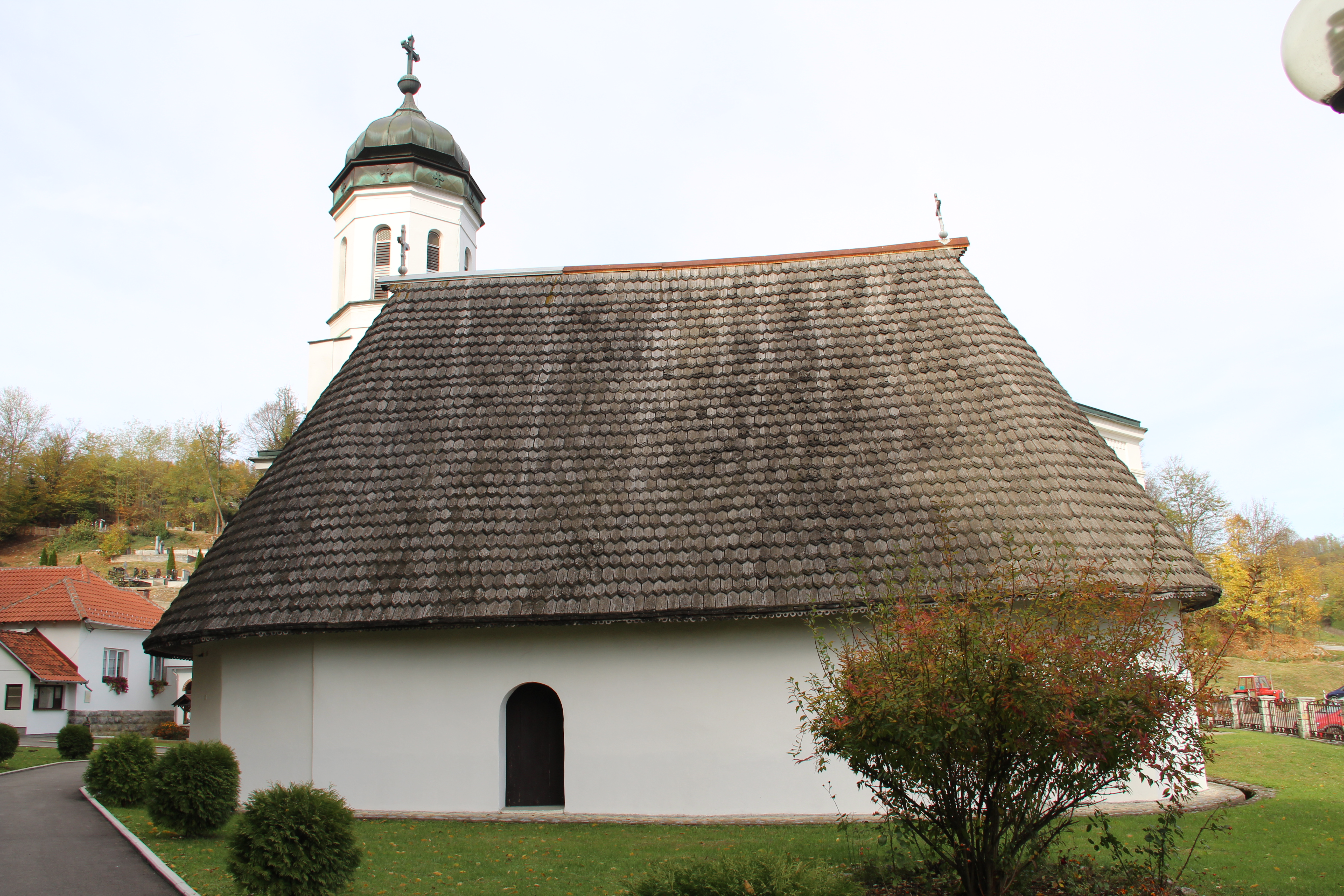
Осечина — церковь Вознесеньев день

## Статистика населения общины
| Год  | Население, чел. |
| ---- | --------------- |
| 1991 | 16 887          |
| 2001 | 15 257          |
| 2002 | 15 077          |
| 2003 | 14 900          |
| 2004 | 14 682          |
| 2005 | 14 443          |
| 2006 | 14 208          |
| 2007 | 13 951          |